# Carollia benkeithi
Carollia benkeithi és una espècie de ratpenat de la família dels fil·lostòmids. Viu a Sud-amèrica.

## Descripció

### Dimensions
És un ratpenat de petites dimensions, amb ua llargada del cap i del cos d'entre 52 i 68 mm, la llargada de l'avantbraç d'entre 33,68 i 37,21 mm, la llargada de la cua d'entre 5 i 14 mm, la llargada del peu d'entre 8 i 14 mm i la llargada de les orelles d'entre 11 i 20 mm.

### Aspecte
El pelatge és llarg i lanuginós, amb els avantbraços mancats de pèls. Els pèls són tricolors a tot arreu. Les parts dorsals varien des del color castany fins al marró-grisenc opac, mentre que les parts ventrals són marrons. El musell és allargat i cònic. La fulla nasal està ben desenvolupada i lanceolada, amb la porció inferior soldada al llavi superior mentre que vores laterals són estan ben separades. Al mentó hi ha una grossa berruga envoltada d'altres de més petites disposades en forma de U. Les ales es connecten a la part posterior, al llarg del maluc. La cua és curta, amb aproximadament un terç de la profunditat de l'uropatagi, que manca de pèls. La tíbia és relativament curta. El calcani és curt. El cariotip és 2n=22 FNa=38.

## Biologia

### Alimentació
Es nodreix de fruita.

## Distribució i hàbitat
Aquesta espècie és difosa al Perú oriental, Bolívia nord-oriental i el Brasil occidental.
Viu als boscos tropicals a altituds de fins a 1.000 metres.

## Estat de conservació
Com que aquesta espècie fou descoberta fa poc, el seu estat de conservació encara no ha estat avaluat.